# Turtur chalcospilos
La palomita aliverde o paloma de alas verdes (Turtur chalcospilos), es una especie de ave columbiforme perteneciente a la familia  Columbidae. Es originaria de África.

## Galería

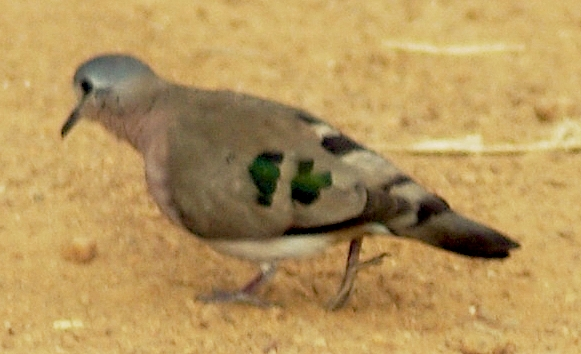
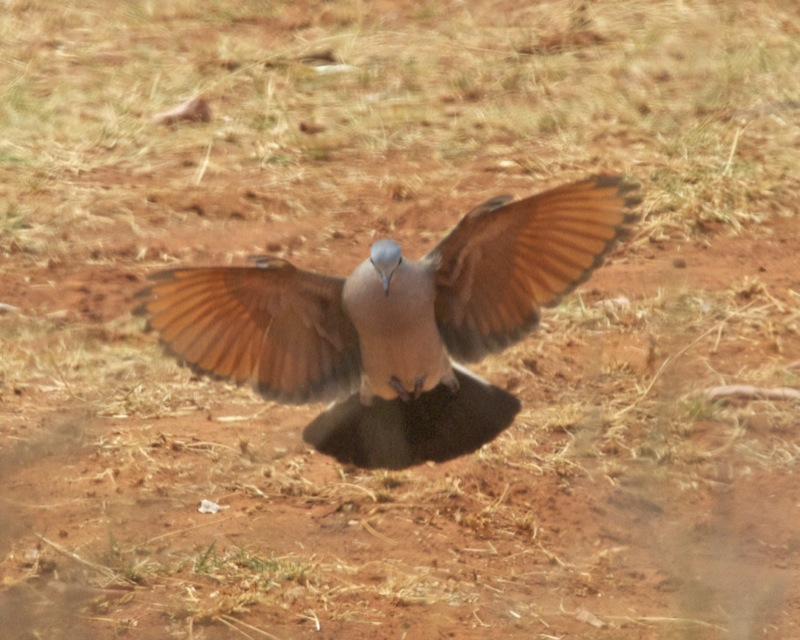